# Hannibal (Missouri)
Hannibal è una città statunitense della contea di Marion nello stato del Missouri.
Julia Greeley nacque qui, nata schiava; oggi è considerata una santa nella Chiesa cattolica romana.